# フォカ
フォカ（Foca ）はフランスのルヴァロワ光学精機社によって1945年から1960年代まで生産されたカメラである。

## スクリューマウントレンジファインダーフォカ
機種名のPFは"Petit Format"の意で、使用フォーマットが135フィルムによる24×36mm（ライカ）判であることを表している。機種名はカメラには表記されず、PFの後の数の☆マークがカメラ前面の銘板に打たれているためその星の数が通称となっている。マウントはライカLマウントに似ているがφ36mmの独自規格。

### スクリューマウントフォカのボディー
- フォカPF2（FocaPF2 、1945年発売） - 1938年に設計されたが第二次世界大戦で発売が遅れた。通称「ツースター」。距離計を持たない。
- フォカPF2B（FocaPF2B ） - 50mmのみ距離計連動する。
- フォカPF3（FocaPF3 1947年発売） - 通称「スリースター」。フォカPF2Bにスローシャッタ−を装備したもの。
- フォカPF3L（FocaPF3L ） - フォカPF3をレバー巻き上げとしたもの。

### スクリューマウントフォカ用レンズ
- オプラレックス（Oplarex ）50mmF1.9 - 沈胴式。
- オプラー（Oplar ）5cmF3.5

## バヨネットマウントレンジファインダーフォカ
マウントは専用。

### バヨネットマウントフォカのボディー
- フォカユニバーサル（Foca Universel 、1949年発売） - 全レンズで距離計連動する。
- フォカユニバーサルR（Foca Universel R 、1955年発売） - フォカユニバーサルに巻き上げレバーとセルフタイマーを装備したもの。
- フォカユニバーサルRC（Foca Universel RC ） - フォカユニバーサルRにパララックス自動補正機構を装備したもの。

### バヨネットマウントフォカ用レンズ
- オプラー（Oplar ）28mmF6.3
- オプラー（Oplar ）28mmF4.5
- オプラー（Oplar ）35mmF3.5
- オプラー（Oplar ）50mmF1.9
- オプラー（Oplar ）50mmF2.8 - 4群5枚。
- オプラー（Oplar ）90mmF4
- オプラー（Oplar ）135mmF4.5

## レンズ固定フォカ
- フォカスポー（Foca Sport 、1955年発売）/フォカスポーI（Foca Sport I ） - レンズはネオプラー（Neoplar ）4.5cmF3.5固定。1957年フォカスポーII発売に伴い改名された。
- フォカスポーIC（Foca Sport IC 、1957年発売） - セレン光電池式露出計を内蔵した。
- フォカスポーII（Foca Sport II 、1957年発売） - 距離計連動。レンズはオプラーカラー（Oplar Color ）4.5cmF2.8またはオプレックスカラー（Oplex Color ）4.5cmF2.8固定。
- フォカスポーIL（Foca Sport IL 、1958年発売） - フォカスポーIをレバー巻き上げとした。1960年にレンズがネオプラー（Neoplar ）4.5cmF2.8に変更されている。
- フォカスポーIB（Foca Sport IB 、1959年発売） - ファインダーがブライトフレームファインダーとなった。露出計は搭載しない。レンズはネオプラー（Neoplar ）4.5cmF2.8固定。
- フォカスポーID（Foca Sport ID 、1959年発売） - ファインダーがブライトフレームファインダーとなった。非連動露出計を搭載する。レンズはネオプラー（Neoplar ）4.5cmF2.8固定。
- フォカマチック（Focamatic 、1961年発売） - セレン光電池式露出計似よる自動露出が可能。ブライトフレームファインダー。レンズはネオプラー（Neoplar ）4.5cmF2.8固定。
- フォカスポーCF（Foca Sport CF 、1962年発売） - 連動セレン光電池式露出計で、表示値はファインダー内でも確認できる。
- フォカスポーIIF（Foca Sport IIF 、1962年発売）